# Drapelul Armeniei
Drapelul național al Armeniei sau tricolorul armean are trei benzi orizontale de culoare roșie în partea de sus, albastră la mijloc și portocalie în partea de jos. Sovietul Suprem al Armeniei a adoptat actualul drapel pe 24 august 1990. Pe 15 iunie 2006, Legea Steagului Național al Armeniei, cu privire la utilizarea drapelului, a fost votată de Adunarea Națională a Armeniei⁠(d).
De-a lungul istoriei, au existat multe variante ale drapelului armean. În timpurile vechi, dinastiile armene erau reprezentate de diferite animale simbolice expuse pe steagurile lor. În secolul XX, diferite drapele sovietice au reprezentat RSS Armenească.
Sensurile culorilor sunt interpretate în diferite feluri. De exemplu, roșul ține de sângele a cei 1.5 milioane de armeni uciși în genocidul armean, albastrul e pentru cerul pur armean, iar oranjul reprezintă curajul țării.
Definiția oficială a culorilor, după cum este expusă în Constituția Republicii Armenia este:
„Roșul simbolizează Podișul Armeniei⁠(d), lupta continuă a poporului armean pentru supraviețuire, păstrarea credinței creștine, independența și libertatea Armeniei. Albastrul simbolizează voința poporului Armeniei de a trăi sub ceruri pașnice. Portocaliul simbolizează talentul creativ și natura harnică a poporului Armeniei.”